# Lazer (Hautes-Alpes)
Lazer település Franciaországban, Hautes-Alpes megyében. Lakosainak száma 336 fő (2022. január 1.). Lazer Laragne-Montéglin, Upaix, Ventavon és Garde-Colombe községekkel határos.

## Népesség
A település népességének változása:
| Lakosok száma | 174  | 258  | 267  | 344  | 348  | 361  | 359  | 342  | 341  | 336  |
|               | 1968 | 1982 | 1990 | 2006 | 2013 | 2015 | 2017 | 2019 | 2020 | 2022 |